# Topfasan
Topfasan (latin: Catreus wallichii) er en fugl, der er en del af familien fasanfugle. Topfasan lever i Himalaya.